# ロバートハウス
『ロバートハウス』は、2006年4月18日から2008年12月23日まで福岡放送で放送されていたバラエティ番組である。

## 概要
お笑いトリオ・ロバートが毎回様々な企画に挑戦。一般人の中から新人タレントを発掘するオーディション企画も実施していた。

## 放送時間
- 火曜 24:20 - 24:50 （2006年4月18日 - 2006年9月26日）
- 火曜 24:26 - 24:56 （2006年10月3日 - 2007年9月25日）
- 火曜 24:29 - 24:59 （2007年10月2日 - 2008年12月23日）

## 出演者
- 山本博（ロバート）
- 秋山竜次（ロバート）
- 馬場裕之（ロバート）
- 村上ショージ
- 裕美

## 主なコーナー
- ミュージシャンバンドマンオーディション
- 一流アイドルオーディション - 様々な分野からアイドル候補者を募集し、オーディションを行う。
- お水系コールオーディション - 水商売の店で一番良かった面白コールをオーディションする。
- 爆笑ゲストトーク - 吉本興業所属のお笑い芸人たちを福岡にあるという一軒家「ロバートハウス」へ招いてトークをする企画。
- MFF - 福岡から未来のビッグスターを発掘し、彼らがメジャーデビューするまでを追う企画。
- 村上ショー点 - 村上ショージが若手のお笑い芸人を発掘・紹介する企画。

## 関連商品
2008年2月4日、サンポー食品とのコラボレーションで企画したカップ麺「MAXウーメン」が福岡地区限定で発売された。